# Johannes Molzahn
Johannes Ernst Ludwig Molzahn (21. května 1892 Duisburg – 31. prosince 1965 Mnichov) byl německý fotograf, grafik a malíř. Ve Výmaru absolvoval školu a vyučil se jako fotograf. Zároveň absolvoval hodiny kreslení v letech 1904–1907.

## Život
V roce 1908 se přestěhoval do Švýcarska, kde se seznámil s malíři Ottou Meyer-Amdenem a Hermannem Huberem. Během 1. světové války se spolu s Herwarthem Waldenem, Walterem Gropiusem, Theem van Doesburgem a Elem Lisickým stal členem pracovní rady pro umění. Po 1. světové válce pracoval jako grafik a díky Brunu Tautovi se stal učitelem grafiky na škole uměleckých řemesel v Magdeburgu. Byl pověřen vytvořit a sepsat základ pro moderní výuku moderní grafiky. V roce 1933 mu nacisté zakázali pracovat a byl propuštěn. V roce 1938 emigroval do Spojených států amerických, kde učil na uměleckých školách. Po letech se vrátil do Německa a usadil se v Mnichově, kde 31. prosince 1965 zemřel.

## Jeho díla
Osm jeho děl bylo uvedeno na výstavě entartete Kunst v roce 1937. Soustředil se na malbu.